# Montauriol (Tarn)
Montauriol település Franciaországban, Tarn megyében. Lakosainak száma 59 fő (2022. január 1.). Montauriol Crespin, Lacapelle-Pinet, Moularès, Tanus és Tréban községekkel határos.

## Népesség
A település népességének változása:
| Lakosok száma | 46   | 42   | 47   | 52   | 57   | 59   | 60   | 62   | 59   |
|               | 2013 | 2015 | 2016 | 2017 | 2018 | 2019 | 2020 | 2021 | 2022 |